# Site archéologique de Faverolles
Le Site archéologique de Faverolles est situé sur la commune de Faverolles, dans le département de la Haute-Marne, il comprend un mausolée et la voie romaine.

## Protection
L'édifice est inscrit au titre des monuments historiques en 1990.

## Histoire
Il se trouve sur le bord de la voie romaine allant de Langres à la vallée de la Blaise. C'est une voie latérale à la voie romaine Langres Reims.

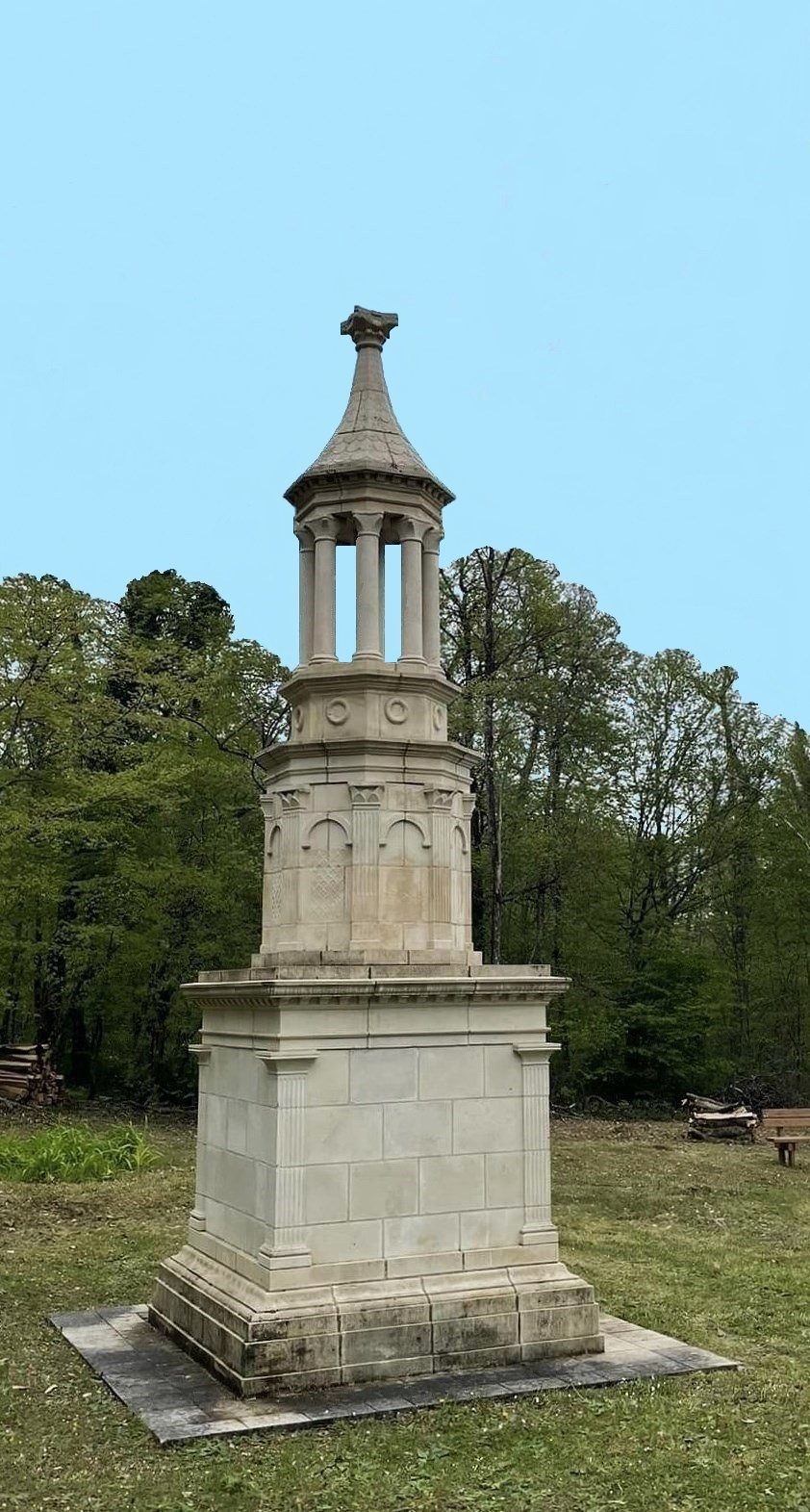
Le mausolée gallo-romain
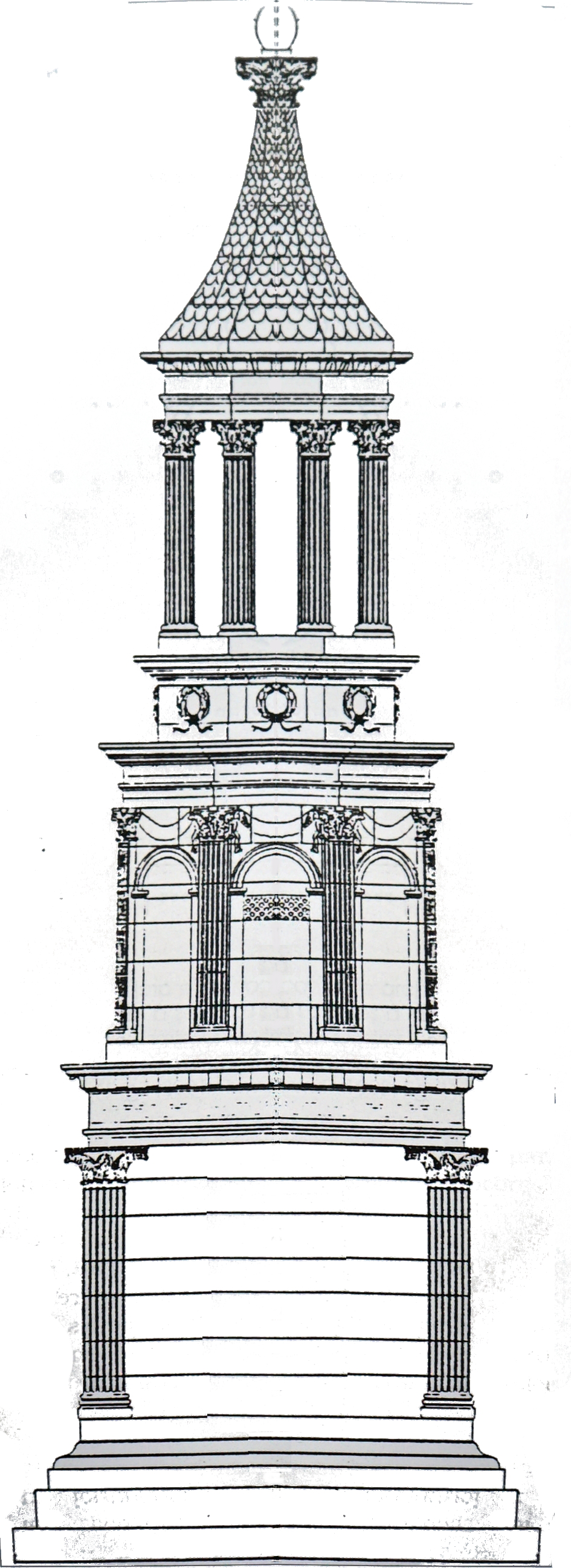
Essais de reconstitution,
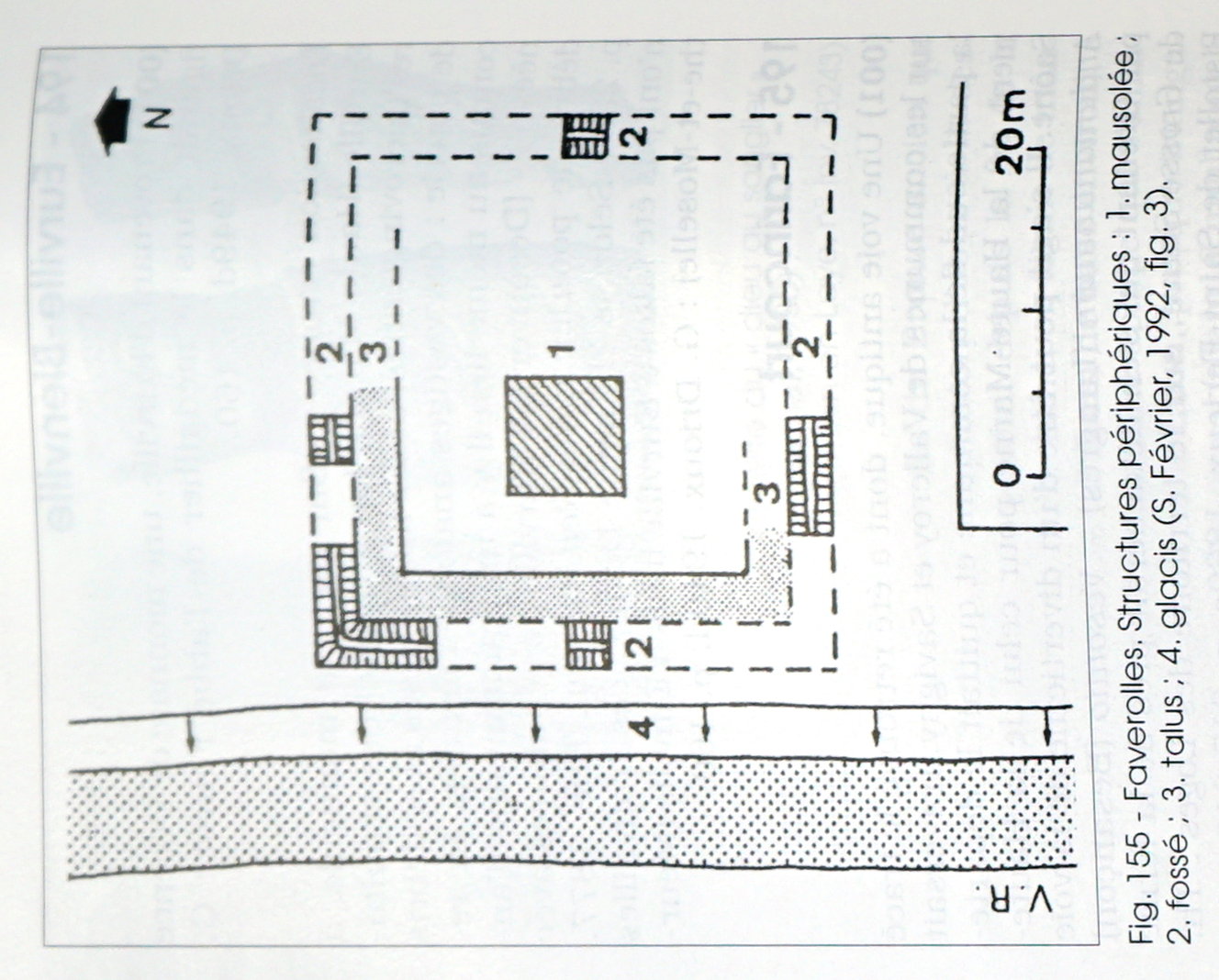
relevé.

- Dans le bois de Montgessey furent retrouvés, en 1980, les vestiges d'un mausolée d'époque gallo-romaine.
- Il fut construit à l'époque augustéenne[2], à l'extrémité du domaine d'un lingon de haut rang social. C'est le seul exemple de mausolée de cette époque dans le nord de la France.
- Il est comparable au mausolée des Julii aux Antiques de Glanum, à Saint-Rémy-de-Provence ou à celui d'Orange, quartier de Fourches-Vieilles (mausolée C).
- Il se trouve juste contre la voie romaine, dans un enclos carré d'une trentaine de mètres de côté, entouré par un fossé et un talus intérieur. 
  - Ce monument, en forme de tour et sur trois niveaux, mesurait plus de 25 mètres de haut, sur une base carrée de 8 mètres. Le second niveau de forme octogonale soutenait le dernier niveau qui se compose d'une tholos à huit colonnes corinthiennes, surmontée d'une toiture en flèche[3]. Ses décors étaient finement sculptés et chargés d’une symbolique funéraire : haut-relief évoquant une scène de chasse (lions grandeur nature, centaures marins à buste humain et queue pisciforme, masques funéraires appartenant au cortège bachique : Bacchus, Ménade, Silène, bas-relief d’armes, colonnes, chapiteaux, corniches à modillons et caissons…
  - Devenu carrière au fil du temps, le site cependant donna à ses découvreurs nombre de fragments conservés aujourd'hui dans l'atelier archéologique du village. Aux alentours du site ont été retrouvées les carrières d'où étaient extraits les matériaux qui ont servi à l'édification du monument.
- Voie romaine

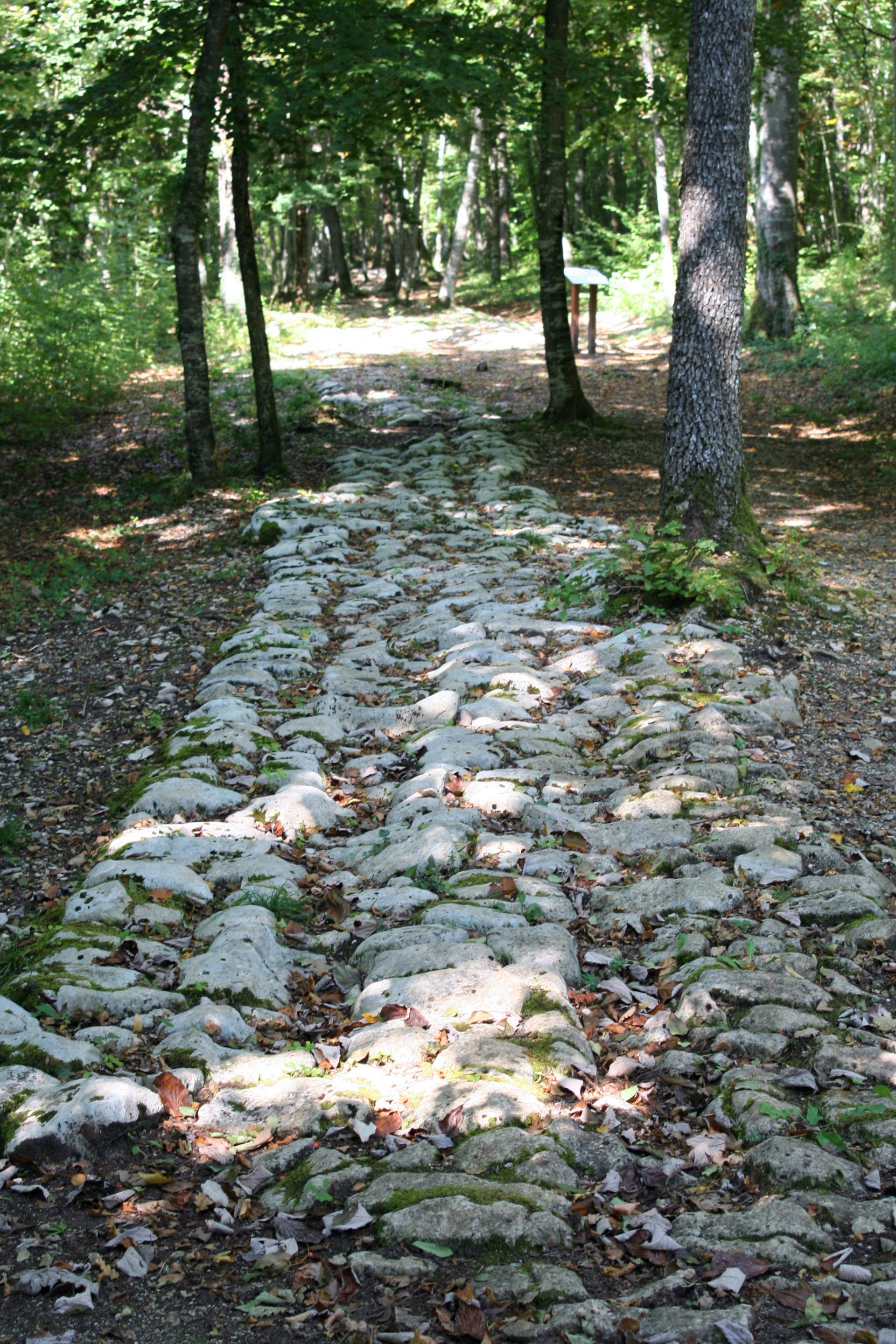
La voie romaine
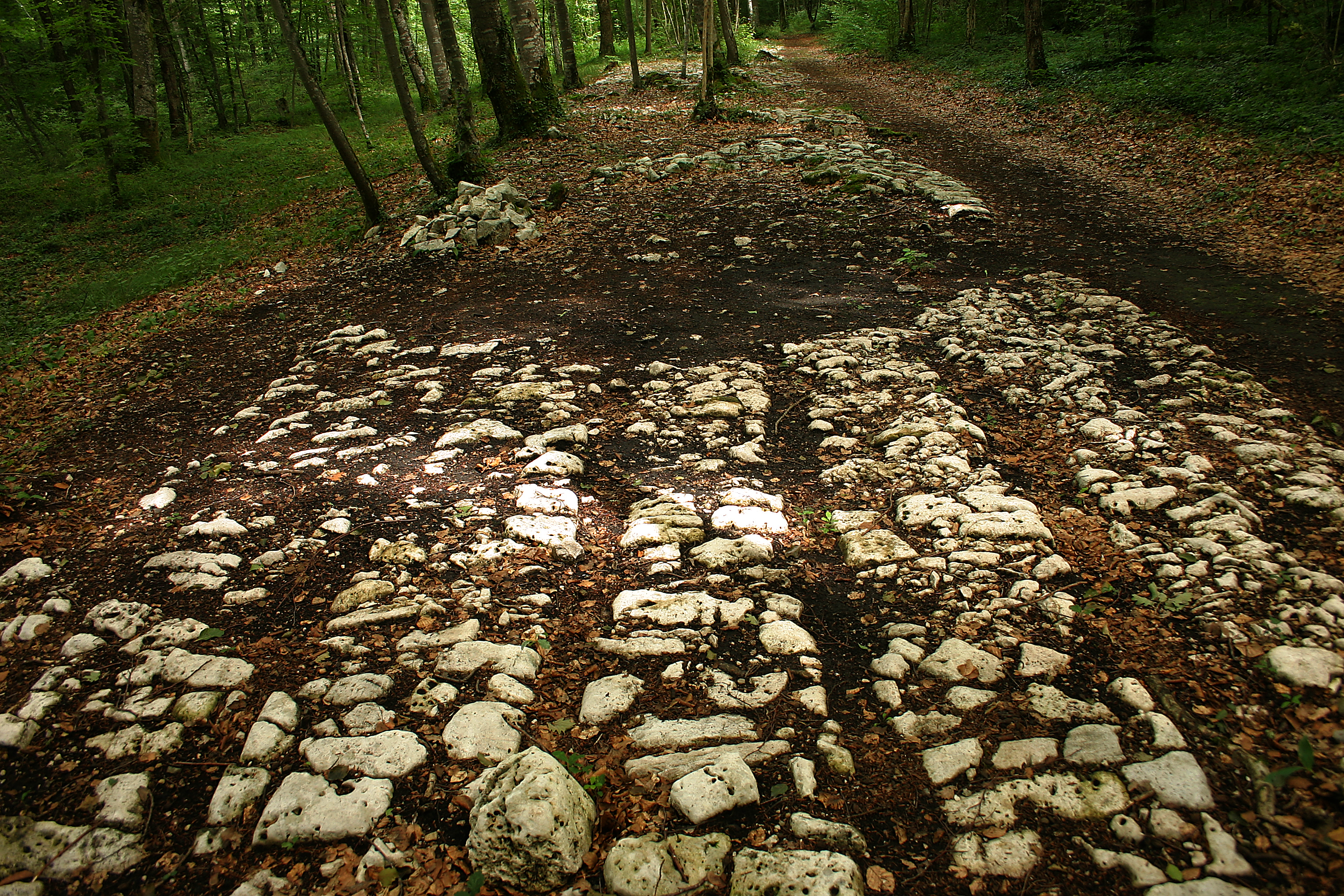
autre vue,
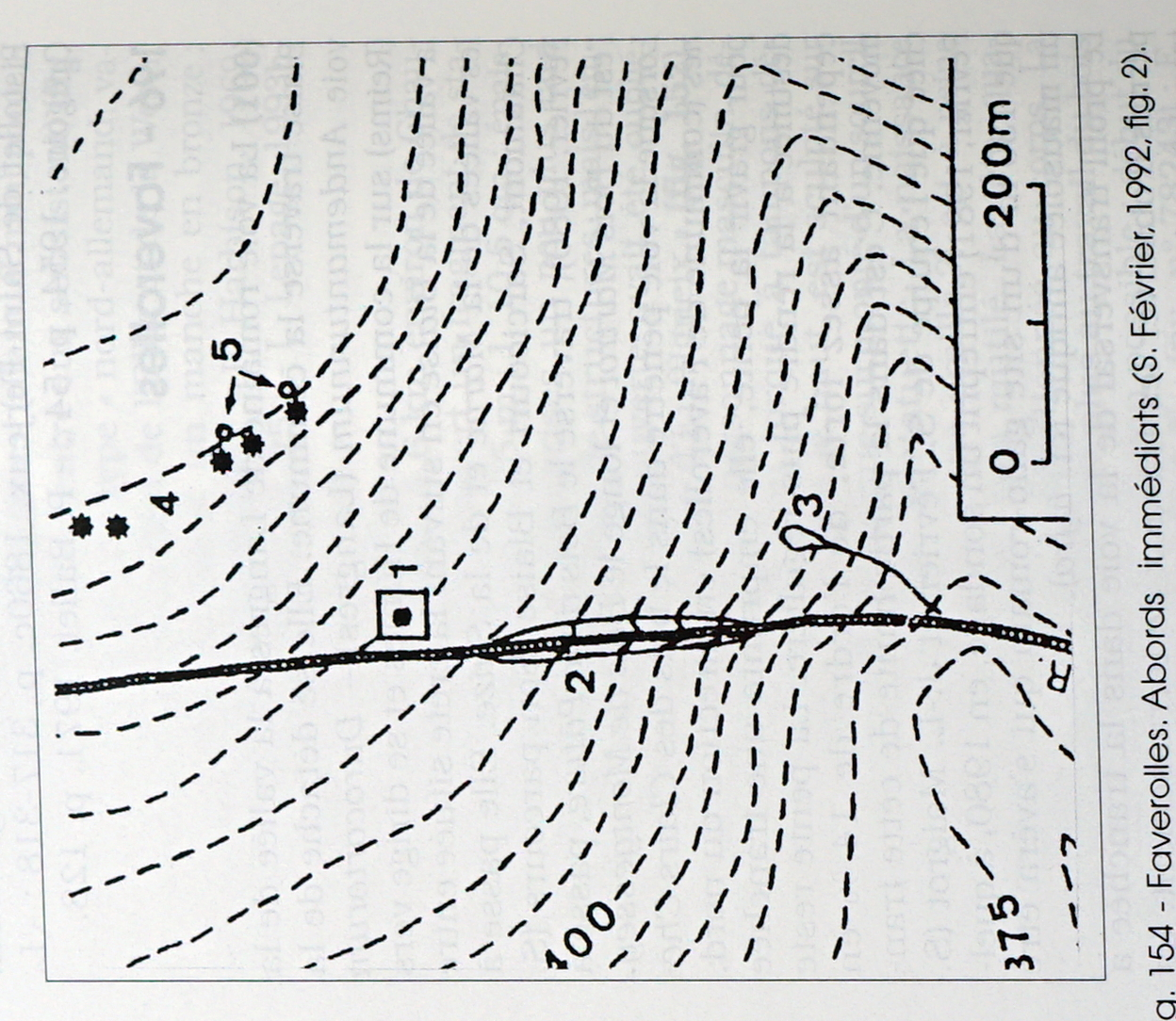
sur les courbes de terrain et les carrés : carrières.

- - À l'époque gallo-romaine, une voie routière secondaire partait de l'importante voie romaine qui allait de Langres à Reims. Elle passait par Faverolles et rejoignait la vallée de la Blaise pour rejoindre, probablement vers Wassy, la voie qui allait de Troyes à Naix-aux-Forges. C'est une des grandes voies romaines de Haute-Marne : la Voie de la Blaise.
  - Sur plusieurs centaines de mètres apparaît ce qui fut à l'époque le pavage de la voie, sur lequel reposait la couche de cailloutis damés, partie aujourd'hui disparue. Les ornières, signe d'un trafic intense, sont très remarquables.
  - Peu avant le site du mausolée, les ingénieurs romains ont pratiqué une large tranchée permettant ainsi d'adoucir la pente ici naturellement très forte. Les matériaux dégagés étaient rejetés sur les côtés.